# Прештіму і Масієйра-де-Алкоба
Пре́штіму і Масіє́йра-де-Алко́ба (порт. Préstimo e Macieira de Alcoba; МФА: [ˈpɾɛʃ.ti.mu i mɐ.si.ˈɐj.ɾɐ dɨ aɫ.ˈko.bɐ]) — парафія в Португалії, в муніципалітеті Агеда. Складова округу Авейру.  Входить до регіону Центр. За старим адміністративним поділом, що був чинним до 1976 року, територія парафії належала провінції Берегова Бейра. Заснована 28 січня 2013 року. Площа парафії — 41,72 км², населення — 808 ос. (2011), густота населення — 19,37 осіб/км²
. Патрон — святі Яків і Мартин. Поштовий індекс — 3750. Код  — 010127.
```
Сформована із колишніх парафій 
Прештіму
 та 
Масієйра-де-Алкоба
.
```

## Географія

Агеда (2013)
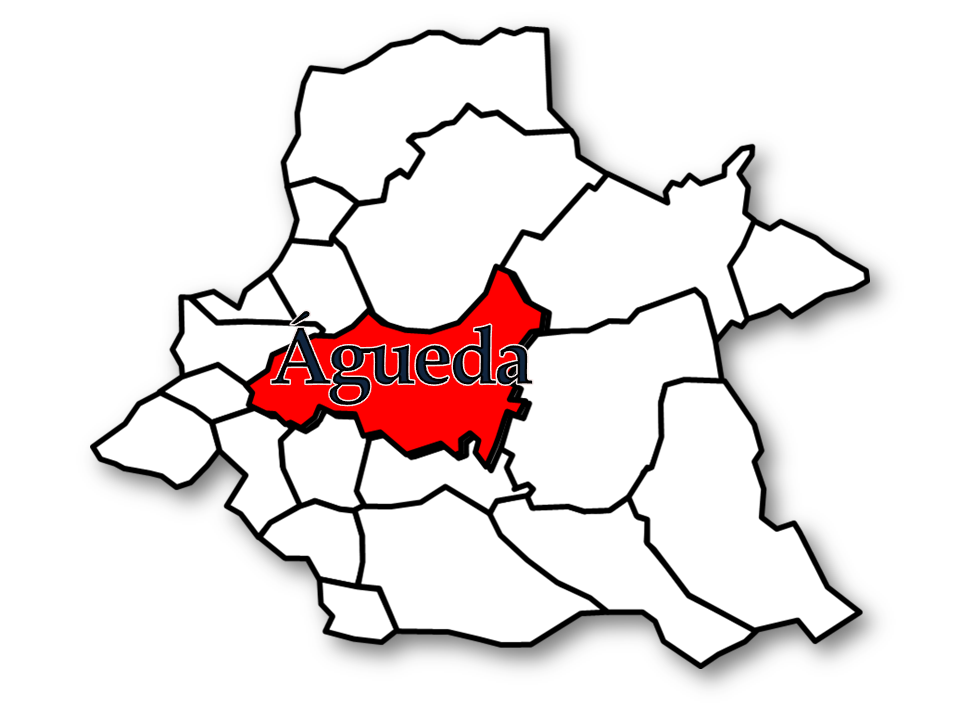
Агеда
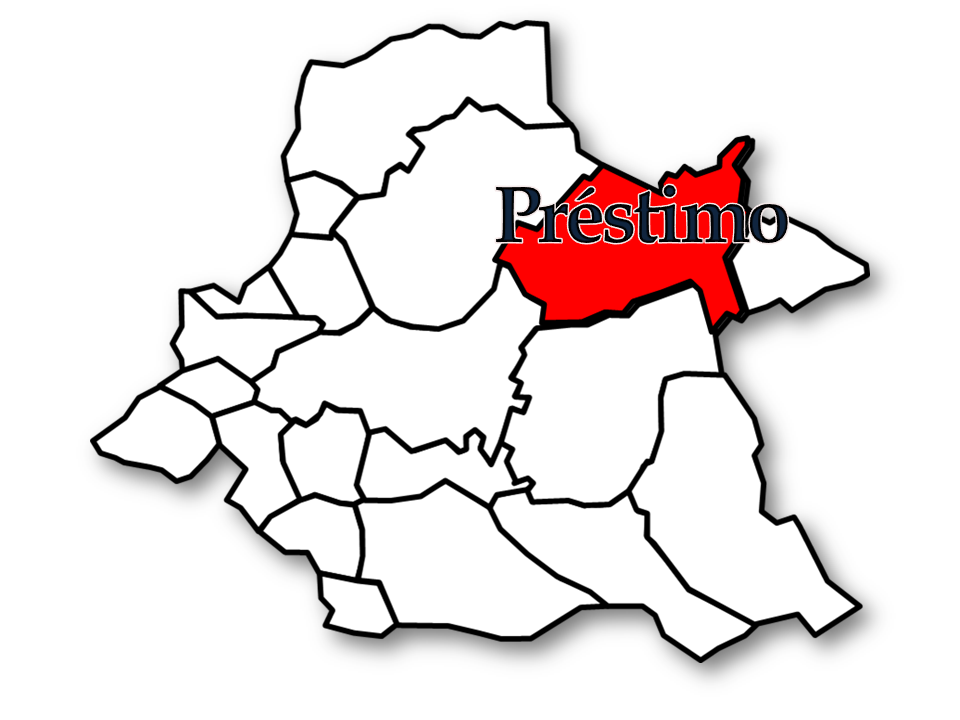
Прештіму
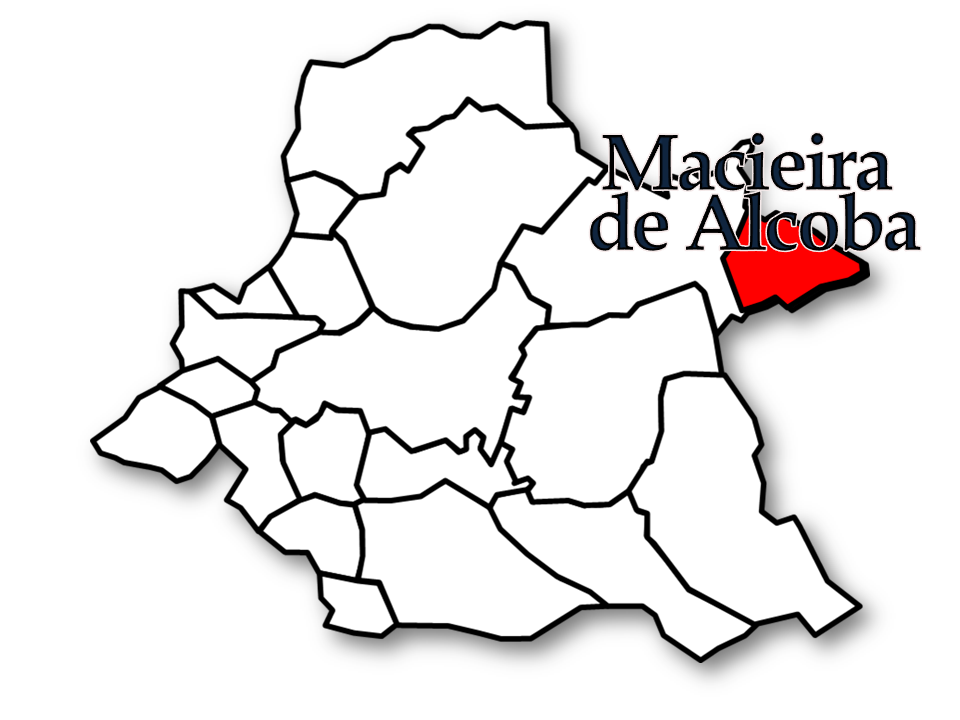
Масієйра-де-Алкоба

## Населення
| 2011 |
| 808  |